# Morphologie de l'arabe tunisois
La grammaire, la conjugaison et la morphologie de l'arabe tunisois (appelé localement « beldi ») sont proches de celles des autres variétés d'arabe maghrébin, plus particulièrement des autres parlers préhilaliens citadins.
À l'instar des autres dialectes préhilaliens, l'influence du berbère y est fortement remarquable.

## Pronoms

### Pronom personnel
L'arabe tunisois possède sept pronoms personnels,,,.
| Personne | Singulier | Pluriel       |
| -------- | --------- | ------------- |
| 1re      | āna آنا   | aḥnā أحنا     |
| 2e       | intī إنتِي | intūmā انتوما |
| 3e (m)   | hūwa هوة  | hūma هومة     |
| 3e (f)   | hīya هية  | hūma هومة     |

Exemple : آنا زادة « Āna zāda. » — "Moi aussi".

### Pronom possessif
Les pronoms possessifs sont utilisés en tant qu'articles possessifs quand ils sont employés en suffixe à une préposition ou à un nom. Quand ils sont utilisés en suffixe à un verbe, ils prennent la fonction de complément d'objet direct. La forme, ci-dessous entre parenthèses et celle utilisée avec un mot finissant par une voyelle,,,.
| Personne | Singulier   | Pluriel  |
| -------- | ----------- | -------- |
| 1re      | -ī (-yā) ي- | -nā نا-  |
| 2e       | -ik (-k) ك- | -kum كم- |
| 3e (m)   | -ū (-h) ه-  | -hum هم- |
| 3e (f)   | -hā ها-     | -hum هم- |

Il est à noter, qu'avec les mots féminins, finissant généralement par ة a, un ت t est ajouté avant les suffixes qui deviennent alors tī, tik, tū, thā, tnā, tkum and thum.

### Pronom objet indirect
Les pronoms objets indirects sont utilisés comme suffixes à la fin d'un verbe mais avant le ش- -š "ch" de la négation. Lorsqu'il y a une combinaison de pronoms objets directs et indirects, les objets pronoms indirects sont toujours écrits en dernier,. De plus, le premier i court des pronoms objets indirects est toujours retiré lorsqu'il est écrit après une voyelle,.
| Personne | Singulier  | Pluriel     |
| -------- | ---------- | ----------- |
| 1er      | -lī لي-    | -ilnā لنا-  |
| 2e       | -lik لك-   | -ilkum لكم- |
| 3e (m)   | -lū له-    | -ilhum لهم- |
| 3e (f)   | -ilhā لها- | -ilhum لهم- |

### Pronom indéfini
Les pronoms indéfinis sont utilisés en tant que sujet pour représenter les idées générales ou pour rapporter les faits réalisés par une personne inconnue,,, :
- واحد wāḥid (m.), واحدة waḥda (f.), وحود wḥūd (pl.) “Quelqu'un”
- الواحد il-wāḥid “le seul”
- فلان flān, Fem. فلانة flāna “tel”, "telle"
- أيّ eyy “Quelqu'”
- إلّي يجي illī yjī, Fem. إلّي تجي illī tjī “Qui que ce soit”, “Quelle que ce soit”
- كل واحد kull wāḥid “Tout individu”
- حاجة ḥāja “Quelque chose”
- حتّى واحد ḥattā wāḥid “Aucun que ce soit”
- آخر āxir (m.), أخرة uxra (f.), أخرين uxrīn (pl.) “autre”
- الكل il-kull “Tous”

## Pronom interrogatif
Les pronoms interrogatifs sont utilisés pour formuler une question en tunisois,.
| Tunisois                                               | Français           | Notes                                                                                 |
| ------------------------------------------------------ | ------------------ | ------------------------------------------------------------------------------------- |
| شنوة šnūwa (m.), شنية šnīya (f.), شنومة šnūma (pl.)    | Quoi               | šnīya est utilisé avec les mots féminins. šnūma est utilisé avec les mots au pluriel. |
| آش āš ou ش- š-                                         | Qu'[pas clair]     | Utilisé avec les verbes et quelques noms.                                             |
| شكون škūn                                              | Qui                |                                                                                       |
| أنا ānā                                                | Quel               |                                                                                       |
| وقتاش waqtāš                                           | Quand              |                                                                                       |
| علاش ɛlāš                                              | Pourquoi           |                                                                                       |
| لواش lwāš, لواه lwāh                                   | Pour quelle raison | lwāh est bien plus utilisé chez les citadins.                                         |
| وين wīn ou فين fīn                                     | Où                 |                                                                                       |
| منين mnīn                                              | De où              |                                                                                       |
| لوين lwīn                                              | Vers où            |                                                                                       |
| كيفاش kīfāš                                            | Comment            |                                                                                       |
| قدّاش qaddāš                                            | Combien            |                                                                                       |
| بقدّاش bqaddāš                                          | Pour combien       |                                                                                       |
| فاش fāš                                                | Dans quoi          |                                                                                       |
| مناش mnāš                                              | À partir de quoi   |                                                                                       |
| آناهو ānāhū (m.), آناهي ānāhī (f.), آناهم ānāhum (pl.) | Le(s)quel(les)     |                                                                                       |

## Articles

### Articles définis
Équivalent français des articles "le/la", le "il-" (ال) tunisois est utilisé comme préfixe pour dénoter un nom défini. Si le nom défini commence avec une consonnante solaire (n, ṇ, t, ṭ, d, dz, s, ṣ, š, z, ẓ, j, ŧ, đ, ḑ, l, r et ṛ), "il-" se voit prononcer i + la consonante solaire par laquelle le nom commence,,,.
Exemples:
- الجريدة il-jarīda [ɪʒ:æri:dæ] signifiant le journal[3],[6]
- الكرسي il-kursī [ɪlkʊrsi] signifiant la chaise[3],[6]

### Articles démonstratifs
De même qu'en arabe standard, les articles démonstratifs peuvent être utilisés comme pronoms s'ils sont employés seuls, comme sujet,. Utilisés en tant qu'articles, ils peuvent être écrits avant ou après le nom qui devient alors défini, marqué par un "il-",.
| Articles démonstratifs              | Tunisois,                             | Prononciation,                         |
| ----------------------------------- | ------------------------------------- | -------------------------------------- |
| Ceci (proche de l'interlocuteur)    | هاذا ou هاذاية (m), هاذي ou هاذية (f) | hāđa ou hāđāya (m), hāđī ou hāđīya (f) |
| Ceci (loin de l'interlocuteur)      | هاكا ou هاكاية (m), هاكي ou هاكية (f) | hāka ou hākāya (m), hākī ou hākīya (f) |
| Celui-ci, Celle-là                  | هاذاكة (m), هاذيكة (f)                | hāđāka, hāđīka                         |
| Ceux-là (proche de l'interlocuteur) | هاذومة                                | hāđūma                                 |
| Ceux-là (loin de l'interlocuteur)   | هاذوكم                                | hāđūkum                                |

Par exemple: "Ce livre" peut s'écrire en tunisoisهٰاذا الكتاب hāđā il-ktāb ou الكتاب هٰاذا il-ktāb hāđā.
Quand un article démonstratif est utilisé avant le nom, il peut être remplacé par une forme abrégée: ها hā pour celle/celui-ci et ceux-là (proche de l'interlocuteur), هاذْ hāđ pour celle/celui-ci et هٰاكْ hāk pour ceux-là (loin de l'interlocuteur),.
Par exemple, "Ce livre" peut être écrit en tunisois: ها الكتاب hā il-ktāb.

### Articles possessifs
| Articles possessifs, | Tunisois | Prononciation |
| -------------------- | -------- | ------------- |
| mon                  | متاعي    | mtāɛī         |
| ton                  | متاعك    | mtāɛik        |
| son (masculin)       | متاعه    | mtāɛū         |
| son (féminin)        | متاعها   | mtāɛhā        |
| notre                | متاعنا   | mtāɛnā        |
| votre                | متاعكم   | mtāɛkum       |
| leur                 | متاعهم   | mtāɛhum       |

Les articles possessifs en tunisois ne sont pas utilisés de la même manière qu'en français. En effet ils servent avant tout à accentuer la possession dans une phrase. De plus, ils ne sont utilisés qu'après un nom défini,,,.
Par exemple: الكورة متاعك "il-kūra mtāɛik"- "Ta balle"
Aussi, les articles possessifs sont remplacés par des suffixes possessifs lorsqu'il n'y a pas d'accentuation de la possession. Ces suffixes sont les mêmes que ceux qu'on utilise pour la conjugaison de certains verbes et représentent le phonème de fin de l'article possessif correspondant,.
Par exemple: كورتك "kūrtik"- "Ta balle"

## Verbes modaux
(mai 2016).
- Si vous ne connaissez pas le sujet, laissez ce bandeau (vous pouvez alors contacter les auteurs).
- Si vous supprimez le contenu mis en cause (vous pouvez préalablement contacter les auteurs),

argumentez précisément cette suppression dans la page de discussion
(un manque de référence n'est pas un argument ; une recherche réelle de référence doit avoir été effectuée, être formellement documentée).
Différemment du français qui utilise l'infinitif pour le second verbe succinct dans un phrase, le tunisois utilise le présent (ou plutôt l'imparfait),. Toutefois, le second verbe peut aussi être au passé après les verbes modaux هاهه Hāhū, راهه Rāhū, ماهه Māhū, حقه Haqū et ماذابيه Māđābīh qui eux en revanche ne possèdent pas de forme passé,. De plus, قاعد qāɛid peut être utilisé avant un participe actif,,,. Également, presque tous les verbes modaux peuvent être écrits sous une forme négative à l'exception de هاهه Hāhū راهه Rāhū et ماذابيه Māđābīh,. Par exemple, ماذابينا نمشيوا māđābīnā nimšīū devient en forme négative ماذابينا ما نمشيوش māđābīnā mā nimšīūš et راهه تكلّم Rāhū tkallim devient en forme négative راهه ما تكلّمش Rāhū mā tkallimš,.

### Hāhū (Être, amenant l'attention vers la présence du référent)
| Français,   | Tunisois, | Prononciation, |
| ----------- | --------- | -------------- |
| Je suis     | هاني      | hānī           |
| Tu es       | هاك       | hāk            |
| Il est      | هاهه      | hāhū           |
| Elle est    | هاهي      | hāhī           |
| Nous sommes | هانا      | hānā           |
| Vous êtes   | هاكم      | hākum          |
| Ils sont    | هاهم      | hāhum          |

Exemple: هاني هوني « Hānī hūnī. » "Je suis ici."

### Ṛāhū (Être, avec intensité en soulignant le fait)
| Français    | Tunisois, | Prononciation |
| ----------- | --------- | ------------- |
| Je suis     | راني      | ṛānī          |
| Tu es       | راك       | ṛāk           |
| Il est      | راهه      | ṛāhū          |
| Elle est    | راهي      | ṛāhī          |
| Nous sommes | رانا      | ṛānā          |
| Vous êtes   | راكم      | ṛākum         |
| Ils sont    | راهم      | ṛāhum         |

Exemple : راني هوني « Ṛānī hūnī. » — "Attention, je suis ici."

### Māhū (Être, en tant que marqueur d'évidence)
| Français,                  | Tunisois, | Prononciation, |
| -------------------------- | --------- | -------------- |
| Ne suis-je pas             | ماني      | mānī           |
| N'es tu pas                | ماك       | māk            |
| N'est-il pas/ N'est-ce pas | ماهه      | māhū           |
| N'est-elle pas             | ماهي      | māhī           |
| Ne sommes nous pas         | مانا      | māna           |
| N'êtes vous pas            | ماكم      | mākum          |
| Ne sont-ils pas            | ماهم      | māhum          |

Exemple : ماني هوني « Mānī hūnī. » — "Ne suis-je pas, ici?." ou « Māchīn, māhū ?. » — "Nous y allons, n'est-ce pas?."

### Qāɛid (Être, au moment immédiat progressif)
| Français    | Tunisois, | Transcription |
| ----------- | --------- | ------------- |
| Je suis     | قاعد      | Qāɛid         |
| Tu es       | قاعد      | Qāɛid         |
| Il est      | قاعد      | Qāɛid         |
| Elle est    | قاعدة     | Qāɛda         |
| Nous sommes | قاعدين    | Qāɛdīn        |
| Vous êtes   | قاعدين    | Qāɛdīn        |
| Ils sont    | قاعدين    | Qāɛdīn        |

Exemple : قاعدين ناكلوا « Qāɛdīn nāklū. » — "Nous sommes en train de manger."

### Ynajjam (Pouvoir)
| Français     | Tunisois, | Prononciation |
| ------------ | --------- | ------------- |
| Je peux      | نَّجّم       | nnajjam       |
| Tu peux      | تنجّم      | tnajjam       |
| Il peut      | ينجّم      | ynajjam       |
| Elle peut    | تنجّم      | tnajjam       |
| Nous pouvons | نَّجّمُوا     | nnajjmū       |
| Vous pouvez  | تنجّموا    | tnajjmū       |
| Ils peuvent  | ينجّموا    | ynajjmū       |

Exemple : ينجّموا ياكلوا « Ynajjmū yāklū. » — "Ils peuvent manger."

### Najjam (Pouvoir, forme passé)
| Français      | Tunisois, | Prononciation |
| ------------- | --------- | ------------- |
| J'ai pu       | نجّمت      | najjamt       |
| Tu as pu      | نجّمت      | najjamt       |
| Il a pu       | نجّم       | najjam        |
| Elle a pu     | نجّمت      | najjmit       |
| Nous avons pu | نجّمنا     | najjimnā      |
| Vous avez pu  | نجّمتوا    | najjimtū      |
| Ils ont pu    | نجّموا     | najjmū        |

Exemple : نجموا ياكلوا « najjmū yāklū. » — "Ils ont pu manger."

### Ḥaqū (Devoir)
| Français    | Tunisois, | Pronunciation |
| ----------- | --------- | ------------- |
| Je dois     | حقني      | ḥaqnī         |
| Tu dois     | حقك       | ḥaqik         |
| Il doit     | حقه       | ḥaqū          |
| Elle doit   | حقها      | ḥaqhā         |
| Nous devons | حقنا      | ḥaqnā         |
| Vous devez  | حقكم      | ḥaqkum        |
| Ils doivent | حقهم      | ḥaqhum        |

Exemple : حقه يتكلّم « Ḥaqū yitkallim. » — "Il devrait parler."

### Kaṛū (avoir mieux faire)
| Français                | Tunisois, | Prononciation |
| ----------------------- | --------- | ------------- |
| J'aurais mieux fait     | كارني     | kaṛnī         |
| Tu aurais mieux fait    | كارك      | kaṛik         |
| Il aurait mieux fait    | كاره      | kaṛū          |
| Elle aurait mieux fait  | كارها     | kaṛhā         |
| Nous aurions mieux fait | كارنا     | kaṛnā         |
| Vous auriez mieux fait  | كاركم     | kaṛkum        |
| Ils auraient mieux fait | كارهم     | kaṛhum        |

Exemple : كارني تتكلّم « kaṛnī tkāllimt. » — "J'aurais mieux fait de parler."

### Yilzmū (Avoir à, démontrant une obligation)
| Personne     | Tunisois, | Prononciation |
| ------------ | --------- | ------------- |
| J'ai à       | يلزمني    | yilzimnī      |
| Tu as à      | يلزمك     | yilzmik       |
| Il a à       | يلزمه     | yilzmū        |
| Elle a à     | يلزمها    | yilzimhā      |
| Nous avons à | يلزمنا    | yilzimnā      |
| Vous avez à  | يلزمكم    | yilzimkum     |
| Ils ont à    | يلزمهم    | yilzimhum     |

Exemple : يلزمنا نمشيوا « Yilzimnā nimšīū. » — "On a à partir." (On doit partir, car quelque chose nous y oblige)

### Māđābīh (préférer, dans le sens où quelque chose s'y oppose)
| Français       | Tunisois, | Prononciation |
| -------------- | --------- | ------------- |
| Je préfère     | ماذابيا   | māđābīyā      |
| Tu préfères    | ماذابيك   | māđābīk       |
| Il préfère     | ماذابيه   | māđābīh       |
| Elle préfère   | ماذابيها  | māđābīhā      |
| Nous préférons | ماذابينا  | māđābīnā      |
| Vous préférez  | ماذابيكم  | māđābīkum     |
| Ils préfèrent  | ماذابيهم  | māđābīhum     |

Exemple : ماذابينا نمشيوا « Māđābīnā nimšīū. » — "Nous préférons partir.", "Nous aimerions partir"

## Marqueurs discursifs
Les marqueurs discursifs du tunisois sont utilisés pour souligner des éléments dans une discussion. Tel que des idées ou des conclusions.

### Marqueurs d'idées
Les marqueurs d'idées sont principalement des verbes modaux. ṛāhū راهه est utilisé pour signaler qu'un élément est évident à l'affirmatif. Dans la négation et l'interrogatif il est remplacé par māhū ماهه pour demander quelque chose sur un élément supposé évident.

### Marqueurs de conclusion
Les marqueurs de conclusion sont principalement des conjonctions. yāxī ياخي est utilisé pour marquer un fait comme une conclusion à l'affirmatif. Dans la négation et l'interrogatif il est remplacé par mālā مالا comme lors d'une demande pour approuver une conclusion supposée.

## Marqueurs préverbaux
Les marqueurs préverbaux sont des verbes utilisé pour dénoter le statut d'une action donnée. Ils se conjuguent par la forme Sujet + marqueur préverbal (Sous toutes formes et temps) + verbe d'action (Au présent, sauf si le marqueur préverbal est à l'impératif). Le verbe est à l'impératif dans cette situation,. Par exemple, qūm ixdim قوم اخدم signifiant "Va travailler".
| Tunisois,                        | Français                             | Sens            |
| -------------------------------- | ------------------------------------ | --------------- |
| kān كان + verbe d'action         | avoir fait quelque chose             | Finalisation    |
| bdā بدا + verbe d'action         | avoir commencé quelque chose         | Initiation      |
| qɛad قعد + verbe d'action        | être en train de faire quelque chose | Progression     |
| ɛāwid عاود + verbe d'action      | faire quelque chose de nouveau       | Répétition      |
| ḥabb حب + verbe d'action         | aimer faire quelque chose            | Passion         |
| jā جا + verbe d'action           | aller faire quelque chose            | Intention       |
| qām قام + verbe d'action         | se lever pour faire quelque chose    | Intention       |
| wallā ولى + verbe d'action       | se retrouver à faire quelque chose   | Initiation      |
| mšā مشى + verbe d'action         | aller faire quelque chose            | Intention       |
| bqā بقى + verbe d'action         | rester faire quelque chose           | Progression     |
| rjaɛ رجع + verbe d'action        | revenir faire quelque chose          | Répétition      |
| jarrib جرب + verbe d'action      | essayer de faire quelque chose       | Expérimentation |
| ittilizim اتلزم + verbe d'action | s'engager à faire quelque chose      | Engagement      |
| kammal كمل + verbe d'action      | finir de faire quelque chose         | Finalisation    |

## Conjugaison verbale

### Temps parfaits et imparfaits

#### Verbes réguliers
La morphologie verbale du tunisois et celle de l'arabe standard sont significativement différentes,,. L'arabe standard marque 13 distinctions de personne/nombre/gendre dans la flexion du verbe, tandis que le tunisois, ainsi que les autres dialectes pré-hilaliens de Tunisie, n'en marquent que 7 (la distinction de genre n'existant que dans la troisième personne du singulier),,.
En comparaison, les dialectes hilaliens maintiennent une distinction de genre à la deuxième personne du singulier, similairement aux autres variétés d'arabe maghrébin,.
En général, les verbes réguliers sont conjugués de la manière suivante,,,,:
|              |              | Aspect perfectif (Passé) | Aspect perfectif (Passé) | Aspect imperfectif (Présent) | Aspect imperfectif (Présent) |
| singulier    | pluriel      | singulier                | pluriel                  |                              |                              |
| ------------ | ------------ | ------------------------ | ------------------------ | ---------------------------- | ---------------------------- |
| 1re personne | 1re personne | ktibt كتبت               | ktibnā كتبنا             | niktib نكتب                  | niktbū نكتبوا                |
| 2e personne  | 2e personne  | ktibt كتبت               | ktibtū كتبتوا            | tiktib تكتب                  | tiktbū تكتبوا                |
| 3e           | masculin     | ktib كتب                 | kitbū كتبوا              | yiktib يكتب                  | yiktbū يكتبوا                |
| 3e           | féminin      | kitbit كتبت              | kitbū كتبوا              | tiktib تكتب                  | yiktbū يكتبوا                |

En comparaison, la deuxième personne du singulier des dialectes hilaliens de Tunisie a une forme distincte pour le masculin et le féminin, avec la forme masculine كتبت ktibt et تكتب tiktib, tandis que la forme féminine est كتبتِ ktibtī (perfectif) et تكتبي tiktbī (imperfectif).

#### Verbes faibles
Les verbes finissant avec la semi-voyelle ā, sont des verbes "faibles", ces derniers suivent une structure différente,. Cette structure se fait en accordant le troisième lettre de la racine du verbe,. De plus, les verbes ayant un coup de glotte en tant que première lettre de leur racine, sont aussi considéré comme des verbes faibles,,,,.
En comparaison, les dialectes hilaliens de Tunisie ont une forme féminine perfective différente de la troisième personne du singulier telle que مشيت [mʃit], حبيت [ħbit], بديت [bdit] et خذيت [χðit],, en retirant la voyelle de la forme imperfective du pluriel, donnant des formes tel que نمشوا [nimʃu], نحبوا [niħbu], نبدوا [nibdu] et نوخذوا [nu:χðu],. De plus, les dialectes du Sahel et du Sud-Est tendent à utiliser eː à la place de iː dans la forme perfective. Par exemple, تمشيوا timšīū est prononcés [timʃe:u] au Sahel et dans les dialectes du Sud-Est.
|              |              | Aspect perfectif (Passé) | Aspect perfectif (Passé) | Aspect imperfectif (Présent) | Aspect imperfectif (Présent) |
| singulier    | pluriel      | singulier                | pluriel                  |                              |                              |
| ------------ | ------------ | ------------------------ | ------------------------ | ---------------------------- | ---------------------------- |
| 1re personne | 1re personne | mšīt مشيت                | mšīnā مشينا              | nimšī نمشي                   | nimšīū نمشيوا                |
| 2e personne  | 2e personne  | mšīt مشيت                | mšītū مشيتوا             | timšī تمشي                   | timšīū تمشيوا                |
| 3e           | masculin     | mšā مشى                  | mšāū مشاوا               | yimšī يمشي                   | yimšīū يمشيوا                |
| 3e           | féminin      | mšāt مشات                | mšāū مشاوا               | timšī تمشي                   | yimšīū يمشيوا                |

|              |              | Aspect perfectif (Passé) | Aspect perfectif (Passé) | Aspect imperfectif (Présent) | Aspect imperfectif (Présent) |
| singulier    | pluriel      | singulier                | pluriel                  |                              |                              |
| ------------ | ------------ | ------------------------ | ------------------------ | ---------------------------- | ---------------------------- |
| 1re personne | 1re personne | ḥbīt حبيت                | ḥbūnā حبونا              | niḥbū نحبو                   | niḥbāū نحباوا                |
| 2e personne  | 2e personne  | ḥbīt حبيت                | ḥbītū حبيتوا             | taḥbū تحبو                   | taḥbāū تحباوا                |
| 3e           | masculin     | ḥbā حبا                  | ḥbāū حباوا               | yaḥbū يحبو                   | yaḥbāū يحباوا                |
| 3e           | féminin      | ḥbāt حبات                | ḥbāū حباوا               | taḥbū تحبو                   | yaḥbāū يحباوا                |

|              |              | Aspect perfectif (Passé) | Aspect perfectif (Passé) | Aspect imperfectif (Présent) | Aspect imperfectif (Présent) |
| singulier    | pluriel      | singulier                | pluriel                  |                              |                              |
| ------------ | ------------ | ------------------------ | ------------------------ | ---------------------------- | ---------------------------- |
| 1re personne | 1re personne | bdīt بديت                | bdīnā بدينا              | nibdā نبدا                   | nibdāū نبداوا                |
| 2e personne  | 2e personne  | bdīt بديت                | bdītūبديتوا              | tibdā تبدا                   | tibdāū تبداوا                |
| 3e           | masculin     | bdā بدا                  | bdāū بداوا               | yibdā يبدا                   | yibdāū يبداوا                |
| 3e           | féminin      | bdāt بدات                | bdāū بداوا               | tibdā تبدا                   | yibdāū يبداوا                |

|              |              | Aspect perfectif (Passé) | Aspect perfectif (Passé) | Aspect imperfectif (Présent) | Aspect imperfectif (Présent) |
| singulier    | pluriel      | singulier                | pluriel                  |                              |                              |
| ------------ | ------------ | ------------------------ | ------------------------ | ---------------------------- | ---------------------------- |
| 1re personne | 1re personne | xđīt خذيت                | xđīnā خذينا              | nāxđ ناخذ                    | nāxđū ناخذوا                 |
| 2e personne  | 2e personne  | xđīt خذيت                | xđītū خذيتوا             | tāxđ تاخذ                    | tāxđū تاخذوا                 |
| 3e           | masculin     | xđā ٰخذا                  | xđāū خذاوا               | yāxđ ياخذ                    | yāxđū ياخذوا                 |
| 3e           | féminin      | xđāt خذات                | xđāū خذاوا               | tāxđ تاخذ                    | yāxđū ياخذوا                 |

#### Verbes irréguliers
| Pronom        | ɛandū “avoir”, | ḥājtū “nécessiter”, |
| ------------- | -------------- | ------------------- |
| ānā آنا       | ɛandī عندي     | ḥājtī حاجتي         |
| intī إنتِي     | ɛandik عندك    | ḥājtik حاجتك        |
| hūwa هوة      | ɛandū عنده     | ḥājtū حاجته         |
| hīya هية      | ɛandhā عندها   | ḥājthā حاجتها       |
| aḥnā أحنا     | ɛandnā عندنا   | ḥājtnā حاجتنا       |
| intūmā إنتوما | ɛandkum عندكم  | ḥājtkum حاجتكم      |
| hūma هومة     | ɛandhum عندهم  | ḥājthum حاجتهم      |

### Temps futur
Le temps futur du tunisois est très similaire à celui du berbère zénète ,
- باش bāš + verbe → "va" + verbe (ex: باش تتكسّر /baːʃ titkassir/ → Ça va se casser)[1],[3]
- ماش māš ou باش bāš + verbe → "va" + verbe (ex: ماش نكسّرها /maːʃ nkassirha/ → Je vais la casser)[1],[3]

Taw et Tawwa peuvent être utilisés comme indicateurs temporels avec un verbe au présent pour donner un aspect progressif tel que "en train d'aller faire quelque chose",.

### Temps impératif
La forme impérative est une dérivation du temps présent,.
| Singulier  | Pluriel      |
| ---------- | ------------ |
| ušrub اُشْرُبْ | ušrbū اُشْرْبوا |
| aɛṭī اَعْطي  | aɛṭīū اَعْطِيوا |

## Temps conditionnel

### Présent conditionnel
Le présent conditionnel est conjugué avec Kaṛū et Ḥaqqū + Verbe au temps présent,. Ce temps est généralement utilisé pour exprimer le regret,.
| Pronom        | Verbes auxiliaires | Verbes auxiliaires |
| ------------- | ------------------ | ------------------ |
| ānā آنا       | kāṛnī كارني        | ḥaqqnī حقّني        |
| intī إنتِي     | kāṛik كارك         | ḥaqqik حقّك         |
| hūwa هوة      | kāṛū كاره          | ḥaqqū حقّه          |
| hīya هية      | kāṛhā كارها        | ḥaqqhā حقّها        |
| aḥnā أحنا     | kāṛnā كارنا        | ḥaqqnā حقّنا        |
| intūmā إنتوما | kāṛkum كاركم       | ḥaqqkum حقّكم       |
| hūma هومة     | kāṛhum كارهم       | ḥaqqhum حقّهم       |

### Passé conditionnel

#### J'aurais dû
Pour le passé conditionnel, les mêmes structures que ci-dessus sont utilisées, mais mises au temps passé,.

#### J'aurais pu
Cette structure est conjuguée avec kān ynajjam + verbe au temps présent,.
| Pronom        | Verbe auxiliaire           |
| ------------- | -------------------------- |
| ānā آنا       | kunt nnajjam كنت نّجّم       |
| intī إنتي     | kunt tnajjam كنت تنجّم      |
| hūwa هوة      | kān ynajjam كان ينجّم       |
| hīya هية      | kānit tnajjam كانت تنجّم    |
| aḥnā أحنا     | kunnā nnajjmū كنّا نّجّموا    |
| intūmā إنتوما | kuntū tnajjmū كنتوا تنجّموا |
| hūma هومة     | kānū ynajjmū كانوا ينجّموا  |

#### J'aurais fait
Cette structure est conjuguée avec ṛāhū + verbe au temps présent,.

## Dérivation verbale
La dérivation de verbe se fait en ajoutant un préfixe ou en doublant une consonnante de la racine d'un verbe, tel que fɛal (Triconsonantal) ou faɛil (Quadriconsonantal). La racine du verbe détermine les dérivations possibles,,,. En général, les modèles utilisés pour la dérivation du verbe sont similaires à ceux qu'utilise l'arabe standard,.

### Verbes à trois consonnes radicales
- Le causatif: est obtenu en doublant les consonnes :

خرج /χraʒ/ "sortir" → خرّج /χarraʒ/ "faire sortir",
دخل /dχal/ "entrer" → دخّل /daχχal/ "faire rentrer",
- L'ajout d'un ā entre les deux premières consonnes radicales, ex: xālaṭ “mélanger”[3],[6]
- L'inchoatif se fait par l'ajout d'un ā entre les deux dernières consonnes radicale, ex ḥmār “devenir rouge”[3],[6]
- La voix passive: cette dérivation est influencée par le berbère et est radicalement différente de l'arabe classique (la voix passive en arabe classique utilise des changements de voyelles et non des dérivations de verbes). La dérivation de verbe se fait par l'ajout des préfixes /t-/ (Si la première consonne radicale est lunaire), /tt-/ (Si la première consonne radicale est solaire), /tn-/ (peut se substituer à tt- quand le verbe est au présent) ou /n-/ (peut se substituer à t- quand le verbe est au présent)[1],[2],[3],[4],[6],[22]:

قتل /qtal/ "tuer" → تقتل /taqtal/ "s'est fait tuer"
شرب /ʃrab/ "boire" → تّشرب /ttaʃrab/ "a été bu".
- L'ajout du préfixe ist– au verbe, e.g. istaxbar “s'est informé”[3],[6]
- L'ajout du préfixe i- au verbe et d'un t après la première consonante radicale, ex: اجتمع itjamaɛ “s'est rassemblé”[3],[6]

### Verbes à quatre consonnes radicales
- L'ajout du préfixe it– aux verbes, ex: اتفركس itfarkis “s'est fait chercher” [6],[21]

## Formes verbales

### Forme exclamative
La forme exclamative peut être formée par une intonation ou par l'usage de Qaddāš + Nom ou Pronom possesif + adjectif ou verbe au présent +,,, !

### Forme interrogative
La forme interrogative peut être formée par deux méthodes: l'intonation et le suffixe -š,. Quand un adverbe ou pronom interrogatif existe, la question est formée par un āš qui est l'équivalent français de qu'. Si la question n'implique pas d'adverbe ou pronom, un īh/lā est utilisé à la place, qui équivaut à Oui/Non,,.

### Forme négative
- Pour les verbes conjugués aux temps présent, passé et conditionnel:

La forme négative se fait par l'ajout du suffixe š à la fin du verbe,,,.

Exemple: ما فهمش الدرس mā fhimš il-dars, Il n'a pas compris le cours. 

Note: Au passé conditionnel (aurais fait) la forme négative se fait avec le verbe principal,,. 
Exemple: لوكان عرفت راني ما جيتش lūkān ɛṛaft rānī mā jītš, Si j'avais su, je ne serais pas venu.
- Pour le futur et le participe présent:

La négation au futur se fait par l'ajout de mūš, ou sa forme conjuguée, avant le verbe,,,,. 

Exemple: موش باش نشوفه الجمعة هاذي mūš bāš nšūfū ij-jumɛa hāđī, Je ne le verais pas cette semaine.

موش mūš est conjugué comme suit,:
| Pronom        | Verbe auxiliaire             |
| ------------- | ---------------------------- |
| ānā آنا       | mānīš مانيش                  |
| intī إنتي     | mākiš ماكش                   |
| hūwa هوة      | māhūš ماهوش                  |
| hīya هية      | māhīš ماهيش, māhīyeš ماهيياش |
| aḥnā أحنا     | mānāš مناش                   |
| intūmā انتوما | mākumš مكمش                  |
| hūmā هومة     | māhumš مهمش                  |

## Clause relative
Un seul pronom relatif existe en tunisois: illī qui signifie qui ou que et dont la forme raccourcie est lī,.

## Noms

### Genre

#### Masculin
Les noms finissant par des consonnes ou les voyelles u, i, ū ou ī sont généralement masculins,.
Par exemple: باب bāb “porte”, كرسي kursī “chaise”,.
Il existe toutefois quelques exceptions. En effet, quelques noms ayant des consonnes finales ou un ī final sont féminins (En général, c'est le cas des noms de pays et de villes, ainsi que les parties du corps et les noms finissant par –t),.
Par exemple: پاريز Pārīz “Paris”, بيت bīt “chambre”, بسكلات bisklāt “bicyclette”,.

#### Féminin non inflectif
Les noms finissant par les voyelles a ou ā sont généralement féminins,.
Par exemple: سنّة sinna “dent”, خريطة xarīṭa “carte”.
Il existe toutefois quelques exceptions: أعمى aɛmā “aveugle”, ممشى mamšā “allée”, عشاء ɛšā “diner”.

#### Féminin inflectif
- La féminisation: généralement, les noms masculins peuvent être mis sous une forme féminine par la suffixation d'une voyelle[4],[6]. Par exemple, كلب kalb > كلبة kalba, جدّ jadd > جدّة jadda, بطل bṭal > بطلة baṭla. Quelques noms masculins ne peuvent toutefois pas être féminisé, et ont à la place un équivalent féminin[4],[6]. Par exemple, راجل rājel > مرا mra, ولد wlad > طفلة ṭufla, بو bū > أمّ umm[4],[6].
- Pluriel: similairement, les pluriels forment un féminin par la suffixation d'un a. Par exemple, زيتون zītūn “olive” > زيتونة zītūna “une olive”, تمر tmar “dates” > تمرة tamra “une date”[4].
- Noms verbaux: généralement, les noms verbaux se mettent au singulier par la suffixation d'un a. Par exemple, بني bany > بنية banya, تفركيس tfarkīs > تفركيسة tfarkīsa[4],[6].

### Duel
Le duel pour les noms se fait par l'ajout d'un -īn en suffixe et est uniquement utilisé pour les mesures de quantité, les noms ayant une structure CCVC (tel que le C est une consonne non germée et le V est une voyelle courte) et les choses paires (ex: yeux, mains, parents),. En géneral, ces noms ont des pluriels irréguliers. La marque du duel peut aussi se faire par l'usage de zūz avant un nom au pluriel,. Par exemple:
- سبوع sbūɛ (doigt) devient سبوعين sūbɛīn
- ليل līl (nuit) devient زوز ليالي zūz lyālī

### Pluriel
Le pluriel en tunisois peut être catégorisé par structure. Il existe deux types de structures principales: la structure suffixée et la structure interne. Toutefois, il existe plusieurs mots ayant des pluriels irréguliers dans le tunisois, de plus le pluriel par structure interne est plus prépondérant dans le tunisois que dans l'arabe standard ou les autres variétés d'arabe,,,,,,,,,. Cet usage considérable de la pluralisation par structure interne est considéré par certains linguistes comme étant une influence du substrat berbère dans le tunisien,.
Le pluriel par structure suffixée se fait par l'ajout des suffixes suivants:
| Fin de mot                       | Suffixe |
| -------------------------------- | ------- |
| -uw, une voyelle ou une consonne | –āt     |
| -iy                              | –īn     |

Ce type de pluriel est considéré comme régulier,. Toutefois, il existe une exception pour les noms constitués du nom d'un pays, d'une ville ou d'un groupe de personnes caractérisé par le suffixe ī,. Cette structure se fait pour attribuer à une personne le groupe en question, dans ce cas le pluriel se fait par l'ajout de ā après la seconde lettre radicale (racine) et d'un a en suffixe à la fin du mot.
Le pluriel par structure interne dans le tunisois se fait comme suit: (C est une consonne non germée, V est une voyelle courte et C: est une consonne germée),
| Structure au singulier | Structure au pluriel |
| ---------------------- | -------------------- |
| CūC                    | CCāCī                |
| CāC                    | CīCān                |
| CaCCaC                 | CaCāCiC              |
| CCaC                   | CCūCāt               |
| CaCC                   | CCāC                 |
| CCāC                   | CCuC                 |
| CiCC                   | CCūC                 |
| CVCCVC ou CVCCVCa      | CCāCiC               |
| CāCiC ou CaCC          | CCūC                 |
| CāCiC                  | CVC:āC               |
| CVCC                   | CCūCa                |
| CiCCa                  | CCiC                 |
| CCaC                   | uCCCa                |
| CaCCa                  | CCaC                 |

CaCC, CCaC et CāCiC peuvent avoir quelques structures irrégulières au pluriel.

## Adjectifs

### Genre

#### Masculin
Les adjectifs non réflectifs sont masculin et au singulier. Il y a deux types d'adjectifs principaux:
- Les adjectifs participes: les participes peuvent être utilisés aussi bien comme adjectifs que comme noms[5].

Ex: متغشّش mtġaššaš “énervé”.
- Autres adjectifs: Ils incluent tous les adjectifs n'étant pas des participes[4].

Ex: طويل ṭwīl “long”.

#### Féminin
Comme les participes et quelques noms, les adjectifs peuvent être féminisés par la suffixation d'un a.
Par exemple, جعان jiɛān > جعانة jiɛāna “affamée”, سخون sxūn > سخونة sxūna “chaude”.
Dans certains cas, quand l'adjectif finit par la voyelle i, le i devient un y. Ex: باهي bāhi > باهية bāhya
Quelques adjectifs non réflectifs sont naturellement au féminin. Leur équivalent au masculin est alors différent ou n'existe pas.
Par exemple: حبلة ḥibla “enceinte”
Certains adjectifs ne peuvent pas être réfléchis, que ce soit pour le genre ou pour le nombre. Ex: وردي wardi “rose”, حموم ḥmūm “désastreux”.

### Pluriel
Contrairement aux noms, les adjectifs ne s'accordent pas au duel. Le pluriel est alors utilisé.
Il y a aussi deux principaux types de structure: structure suffixée et structure interne.
- Structure suffixée: Il existe deux suffixes: –īn (quand l'adjectif finit par i+consonne) et –a (pour toute autre situation à l'exception de la structure)[4].
- Structure interne: Généralement, les structures suivantes sont suivient: CCāC (pour CCīC, CCūC, CVCCūn et CVC singulier), CuCCā (pour CCīC et CCiy singulier), CCāCiC (pour CVCâC, CVC:ūC, CCV:CV, CVCCV:C singulier), CCuC (pour CCīC, aCCā et aCCaC singulier), CCaC (pour CaCCī singulier), CCāCa (pour CCīC et CVCCV singulier et pour les adjectifs finissant par un ān), CCī (pour aCCaC et aCCā singulier), CuCCān (pour CuCāC singulier), CCaC:Ca (pour CaCCūC singulier), CVC:āC (pour CāCiC singulier), CūCa (pour CīC singulier) et CCāCCa (pour CVCCV:C singulier et les adjectifs finissant par un ī)[4],[6].

## Formes adjectives

### Forme comparative
La comparaison de supériorité: le comparatif est identique au féminin ou au masculin,.
- Adjectifs composés de 3 consonnes radicales avec une voyelle longue à la deuxième consonne. La forme comparative est formée par l'ajout d'un a avant l'adjectif et par le remplacement de la voyelle longue par une courte, avec l'ajout de min après l'adjectif. Ex: كبير kbīr > أكبر من akbir min “plus grand que”[3],[6]
- Adjectifs finissant par une voyelle. Le comparatif est formé par l'ajout d'un a en préfixe et le remplacement de la voyelle finale par un ā. Quand la première syllabe de l'adjectif a une voyelle longue, cette voyelle est retirée. Ex: عالي ɛālī > أعلى aɛlā min “plus grand que”[3],[6].

La comparaison d'infériorité: elle est formée par la structure suivante: أقلّ aqall + nom + من min. Par exemple, هي أقلّ طول من خوها hīya aqall ṭūl min xūha “Elle est moins grande que son frère”,
La comparaison d'égalité: elle est formée par la structure suivante: nom (sujet) + فرد fard + nom (comparant) + pronom personnel + و w + nom (comparé). Par exemple, فاطمة فرد طول هي و خوها Fāṭma fard ṭūl hīya w xūha “Fatma a la même taille que son frère”. Cette structure peut être simplifiée: nom + و w + nom + فرد fard + nom. Par exemple, فاطمة و خوها فرد طول Fāṭma w xūha fard ṭūl “Fatma et son frère ont la même taille”,

### Forme superlative
La forme superlative se fait par l'ajout de واحد wāḥid (m.), واحدة waḥda (f.) ou وحود wḥūd (pl.) après une comparaison de supériorité,.

## Proportions
Pour dénoter la proportion de participants pour une action donnée de la part d'une communauté, les adjectifs et adverbes de proportion ci-dessous sont utilisés,.
- کل kull (adj.) “Chaque”
- جمیع ولّ معا بعضنا jmīɛ (adj.) ou mɛā bɛaḑnā (adv.) “Ensemble”
- بعض ولّ شويّة baɛḑ ou šwayya (adj.) “Quelque”
- فرد fard (adj.) “Du même”
- وحد waḥd avec un pronom possessif (adv.) “Seul, unique”

## Numéraux

### Cardinaux
- Nombres cardinaux: la transcription des nombres cardinaux est similaire au français ou à d'autre langues latines[6],[33]. Le nombre se lit de gauche à droite[6],[33].

| Cardinaux  | Tunisois |
| ---------- | --- |
| 0          | ṣfir صفر |
| 1          | wāḥid واحد |
| 2          | iŧnīn ou zūz اثنين ولّا زوز |
| 3          | ŧlāŧa ثلاثة |
| 4          | arbɛa أربعة |
| 5          | xamsa خمسة |
| 6          | sitta ستّة |
| 7          | sabɛa سبعة |
| 8          | ŧmanya ثمانية |
| 9          | tisɛa تسعة |
| 10         | ɛacra عشرة |
| 11         | ḥdāc احداش |
| 12         | ŧnāc اثناش |
| 13         | ŧluṭṭāc ثلظّاش |
| 14         | arbaɛṭāc اربعطاش |
| 15         | xumsṭāc خمسطاش |
| 16         | sutṭāc سطّاش |
| 17         | sbaɛṭāc سبعطاش |
| 18         | ŧmanṭāc ثمنطاش |
| 19         | tsaɛṭāc تسعطاش |
| 20         | ɛicrīn عشرين |
| 21         | wāḥid w ɛicrīn واحد وعشرين |
| 30         | ŧlāŧīn ثلاثين |
| 40         | arbɛīn أربعين |
| 50         | xamsīn خمسين |
| 60         | sittīn ستّين |
| 70         | sabɛīn سبعين |
| 80         | ŧmanīn ثمانين |
| 90         | tisɛīn تسعين |
| 100        | mya مية |
| 101        | mya w wāḥid مية وواحد |
| 110        | mya w ɛacra مية وعشرة |
| 200        | mītīn ميتين |
| 300        | ŧlāŧamya ثلاثة مية |
| 1000       | alf الف |
| 1956       | alf w tisɛamya w sitta w xamsīn الف وتسعة مية وستّة وخمسين |
| 2000       | alfīn الفين |
| 10000      | ɛacra lāf عشرة الاف |
| 100000     | myat elf مية الف |
| 1000000    | malyūn مليون |
| 123456789  | mya w ŧlāŧa w ɛicrīn malyūn w arbɛa mya w sitta w xamsīn alf w sabɛa mya w tisɛa w ŧmanīn مية وثلاثة وعشرين مليون وأربعة مية وستّة وخمسين الف وسبعة ميه وتسعة وثمانين |
| 1000000000 | milyār مليار |

- Noms suivant un cardinal:
  - Le nombre 1 n'est généralement pas utilisé à moins qu'on ne veuille accentuer le fait qu'il n'y en a qu'un seul. Ex: طاولة ṭāwla “une table”, طاولة واحدة ṭāwla waḥda “une seule table”[6],[33].
  - Le nombre 2 nécessite l'utilisation de la forme duelle du nom ou bien de زوز zūz avec la forme plurielle du nom[6],[33].
  - Les nombres de 3 à 10, le nom se met à la forme plurielle. Ex: خمسة كتب xamsa ktub “cinq livres”[6],[33].
  - Les nombres de 11 à 19, le nom se met au singulier et se voit ajouter la consonne n. Ex: سبعطاش كتاب sbaɛţācn ktāb “17 livres”[6],[33].
  - Les nombres de 20 à 99, le nom se met au singulier. Ex: ثمانين دينار ŧmānīn dinār “80 Dinars”[6],[33]
  - Les nombres finissant par un مية mya ou similaire, le nom se met au singulier et un –at est ajouté en suffixe au nombre. Ex: مية دولار myāt dolār “100 dollars”[6],[33].
  - Pour les autres nombres, le nom se met juste au singulier. Ex: الف ميترو alf mītrū “1000 mètres”[6],[33].
  - Concernant le 0, il génère la forme حتّى ḥatta + nom. Ex: حتّى كرهبة ḥatta karhba “aucune voiture” ou “0 voiture”[6],[33].

### Jours de la semaine
| Français, | Tunisois,        |
| --------- | ---------------- |
| Lundi     | il-iŧnīn الإثنين |
| Mardi     | il-ŧlāŧ الثلاث   |
| Mercredi  | il-irbɛa الإربعة |
| Jeudi     | il-xmīs الخميس   |
| Vendredi  | il-jimɛa الجمعة  |
| Samedi    | il-sibt السبت    |
| Dimanche  | il-aḥadd الأحدّ   |

### Mois de l'année
| Français, | Tunisois,        |
| --------- | ---------------- |
| Janvier   | Jānfī جانفي      |
| Février   | Fīvrī فيڥري      |
| Mars      | Mārs مارس        |
| Avril     | Avrīl أڥريل      |
| Mai       | Māy ماي          |
| Juin      | Jwān جوان        |
| Juillet   | Jwīlya جويلية    |
| Août      | Ūt أوت           |
| Septembre | Siptumbir سپتمبر |
| Octobre   | Uktobir أكتوبر   |
| Novembre  | Nūvumbir نوڥمبر  |
| Décembre  | Dīsumbir ديسمبر  |

Note: aujourd'hui les noms des mois sont une tunisification de leur nom français, influencée par la période du protectorat français de Tunisie.
Avant cela, les noms des mois en usage étaient identiques à ceux du calendrier Julien en latin, suivant le calendrier berbère:
| Français, | Tunisois,  |
| --------- | ---------- |
| Janvier   | Yennā(ye)r |
| Février   | Furā(ye)r  |
| Mars      | Mārsū      |
| Avril     | Abrīl      |
| Mai       | Māyū       |
| Juin      | Yūnyū      |
| Juillet   | Yūlyū      |
| Août      | Awūssū     |
| Septembre | Shtamber   |
| Octobre   | Uktūber    |
| Novembre  | Nūfember   |
| Décembre  | Dejember   |

### Ordinaux
Le tunisois ne compte les ordinaux que jusqu'à douze, pour les nombres plus élevés les cardinaux sont utilisés.
| Ordinaux, | Masculin,                 | Féminin,                    | Pluriel,                     |
| --------- | ------------------------- | --------------------------- | ---------------------------- |
| Premier   | أول uwwil ou أولاني ūlānī | أولى ūlā ou أولانية ūlānīya | أولين ūlīn ou أولانين ūlānīn |
| Deuxième  | ثاني ŧāni                 | ثانية ŧānya                 | ثانين ŧānīn                  |
| Troisième | ثالت ŧāliŧ                | ثالتة ŧālŧa                 | ثالتين ŧālŧīn                |
| Quatrième | رابع rābiɛ                | رابعة rābɛa                 | رابعين rābɛīn                |
| Cinquième | خامس xāmis                | خامسة xāmsa                 | خامسين xāmsīn                |
| Sixième   | سادس sādis                | سادسة sādsa                 | سادسين sādsīn                |
| Septième  | سادسين sābiɛ              | سابعة sābɛa                 | سابعين sābɛīn                |
| Huitième  | ثامن ŧāmin                | ثامنة ŧāmna                 | ثامنين ŧāmnīn                |
| Neuvième  | تاسع tāsiɛ                | تاسعة tāsɛa                 | تاسعين tāsɛīn                |
| Dixième   | عاشر ɛāšir                | عاشرة ɛāšra                 | عاشرين ɛāšrīn                |
| Onzième   | حادش ḥādiš                | حادشة ḥādša                 | حادشين ḥādšīn                |
| Douzième  | ثانش ŧāniš                | ثانشة ŧānšā                 | ثانشين ŧānšīn                |

### Fractions
Les fractions en tunisois ne sont exprimées que de un demi jusqu'à un dixième, autrement des pourcentages sont utilisés. Les fractions en tunisois tout comme en français servent à divers usages tels que l'expression de proportions, de l'heure,.
Par exemple, 11:20 s'exprime il-ḥdāc w ŧluŧ et 11:40 s'exprime nuṣṣ il-nhar ġīr ŧluŧ.
| Français     | Tunisois            |
| ------------ | ------------------- |
| un demi      | نصف nuṣf ou نصّ nuṣṣ |
| un tiers     | ثلث ŧluŧ            |
| un quart     | ربع rbuɛ            |
| un cinquième | خمس xmus            |
| un sixième   | سدس sdus            |
| un septième  | سبع sbuɛ            |
| un huitième  | ثمن ŧmun            |
| un neuvième  | تسع tsuɛ            |
| un dixième   | عشر ɛšur            |

### Expression du temps
Comme vu plus haut, le vocabulaire de mesure du temps inférieur à une heure est particulier au tunisois et ne se retrouve pas dans les autres varitétés d'arabe maghrébin ou autre ou dans l'arabe standard. En effet, le tunisois utilise des fractions d'heures et une unité spéciale de 5 minutes appelée دراج "drāj", pour exprimer le temps. Aussi, contrairement à d'autres langues telles que l'arabe standard, le tunisois ne précise pas le mot "seɛa (heure)" pour exprimer le temps, vu que le tunisois est une langue à sujet nul et le sujet est considéré comme connu. Ci-dessous une liste du vocabulaire utilisé pour les fractions d'heures:
| Français   | Tunisois,                         |
| ---------- | --------------------------------- |
| 1 seconde  | ثانية ŧānya ou سيڨوندة sīgūnda    |
| 1 minute   | دقيقة dqīqa                       |
| 5 minutes  | درج draj                          |
| 15 minutes | ربع rbuɛ                          |
| 20 minutes | ثلث ŧluŧ ou أربعة دراج arbɛa drāj |
| 30 minutes | نصف nuṣf ou نصّ nuṣṣ               |

### Unités de mesure
Les unités de mesure en tunisois sont utilisées de la même manière qu'en français,,.
| Français                   | Tunisois                           |
| -------------------------- | ---------------------------------- |
| Trois                      | kānūn كانون                        |
| Quatre                     | ḥāra حارة                          |
| Cinq                       | ɛiddat īdik عدّة إيدك               |
| Douze                      | ṭuzzīna طزّينة                      |
| Un centimètre              | ṣāntī صانتي                        |
| Un mètre                   | mītrū ميترو                        |
| Un décilitre               | ɛšūrīya عشورية                     |
| Deux décilitres            | xmūsīya خموسية                     |
| Un quart de litre (fluide) | rbuɛ ītra ربع إيترة                |
| Un litre                   | ītra إيترة                         |
| Dix litres (fluide)        | dīga ديڨة                          |
| Dix litres (masse)         | galba ڨلبة                         |
| Douze litres (masse)       | wība ويبة                          |
| Trois grammes              | ūqīya أوقية                        |
| Une livre                  | rṭal رطل                           |
| Un kilogramme              | kīlū كيلو                          |
| Une tonne                  | ṭurnāṭa طرناطة                     |
| Une seconde                | ŧānya ou sīgūnda ثانية ولّا سيڨوندة |
| Une minute                 | dqīqa دقيقة                        |
| Cinq minutes               | draj درج                           |
| Une heure                  | sāɛa ساعة                          |
| Un jour                    | nhar نهار                          |
| Une semaine                | jumɛa جمعة                         |
| Un mois                    | šhar شهر                           |
| Un an                      | ɛām عام                            |
| Un siècle                  | qarn قرن                           |

Les unités de mesure s'accordent au duel et au pluriel, par exemple,,,:
- dqīqa devient دقيقتين dqīqtīn (2 minutes) au duel
- sāɛa devient سوايع swāyaɛ (heures) au pluriel

## Prépositions
Il existe deux types de prépositions en tunisois: uniques (principalement utilisées) et composées (rarement utilisées).

### Prépositions uniques
| Français                      | Tunisois,                                                       |
| ----------------------------- | --------------------------------------------------------------- |
| Dans                          | في fi- (fīn avant un nom indéfini ou une autre préposition)     |
| Avec                          | بـ b-                                                           |
| Vers (Place, Personne)        | لـ l-                                                           |
| De                            | مـ m- (من min avant un nom indéfini ou une autre préposition)   |
| Chez                          | عند ɛand                                                        |
| Avec                          | معا mɛā                                                         |
| Sur, à propos                 | عـ ɛa- (على ɛlā avant un nom indéfini ou une autre préposition) |
| Entre                         | بين bīn                                                         |
| Avant                         | قبل qbal                                                        |
| Après                         | بعد baɛd                                                        |
| Derrière                      | ورا wrā                                                         |
| Sur                           | فوق fūq                                                         |
| Sous                          | تحت taḥt                                                        |
| Au milieu de                  | وسط wusṭ                                                        |
| à l'intérieur de              | فسط fusṭ                                                        |
| Comme                         | كـ ki- (kīf avant un nom indéfini ou une autre préposition)     |
| Autant que, Aussi grand que … | قدّ qadd                                                         |
| Sans                          | بلاش blāš                                                       |
| Même                          | حتّى ḥattā                                                       |
| à côté de                     | جيهة jīhit, شيرة šīrit                                          |
| En face de                    | قدّام quddām                                                     |
| à                             | متاع mtāɛ                                                       |
| Environ                       | مدوار madwār                                                    |
| Approximativement             | تقريب taqrīb                                                    |

### Prépositions composées
Les prépositions composées sont obtenues par la succession de deux prépositions uniques. وسط Wusṭ, جيهة jīhit, شيرة šīrit et متاع mtāɛ peuvent être utilisées comme seconde préposition après une préposition unique à l'exception de وسط Wusṭ, جيهة jīhit, شيرة šīrit et متاع mtāɛ. Les autres prépositions sont: من بين min bīn, من بعد min baɛd, من عند min ɛand, من تحت min taḥt, من قبل min qbal, من فوق min fūq, من ورا min wrā, كيف بعد kīf baɛd, كيف عند kīf ɛand, كيف تحت kīf taḥt, كيف قبل kīf qbal, كيف فوق kīf fūq, كيف ورا kīf wrā, كيف معا kīf mɛā, قبل فوق qbal fūq, على فوق ɛlā fūq, بتحت b- taḥt, في تحت fī taḥt, ببلاش b- blāš, من قدّام min quddām and حتّى قدّام ḥattā quddām.

## Conjonctions

### Conjonctions de coordination
Les conjonctions de coordination lient les verbes, adverbes, noms, pronoms, clauses et phrases de même structure,.
| Français              | Tunisois,                                                                 |
| --------------------- | ------------------------------------------------------------------------- |
| Et                    | w و                                                                       |
| Ou                    | w illā... wallā وإلّا.. ولّا                                                |
| Aussi                 | zāda                                                                      |
| Non plus… ou          | ammā … w illā/wallā أمّا و إلّا\ولّا                                         |
| Mais                  | lākin لكن, amā أما                                                        |
| Sans                  | min/mā ğīr mā من\ما غير ما                                                |
| Seulement             | mā … kān ما.. كان                                                         |
| Au contraire de       | ɛaks min/mā عكس من\ما                                                     |
| Tout à l'heure        | hāk il-sāɛa هاك الساعة, sāɛathā ساعتها, waqthā وقتها, w iđā bīh و إذا بيه |
| En bref               | il-ḥāṣil الحاصل, il-ḥaṣīlū الحصيلو                                        |
| Parfois … quelquefois | marra … marra مرّة.. مرّة, sāɛa … sāɛa ساعة.. ساعة, sāɛāt ساعات             |
| Aussi que             | qadd mā قدّ ما, qadd قدّ                                                    |
| Avant                 | qbal قبل                                                                  |
| Sinon                 | kānšī                                                                     |
| Qui plus est          | bāra min hak                                                              |
| En conséquence        | ɛal hak                                                                   |
| De plus               | lī zāda                                                                   |
| Autrement             | lī ɛāwiđ                                                                  |
| En général            | f- il-kul                                                                 |
| Par-dessus le reste   | min fuq hāđa il-kul                                                       |
| Dans tous les cas     | kul f- il-kul                                                             |

### Conjonctions de subordination
Les conjonctions de subordination ne servent qu'à introduire des clauses de dépendance. Il en existe deux types: simple et composée. Les conjonctions composées consistent principalement de prépositions composées avec illī. Les principales conjonctions de subordination en tunisois sont Waqt illī وقت اللي “Quand”, m- illī ماللي “Depuis”, qbal mā قبل ما “Avant”, īđā إذا “Si”, lūkān لوكان “Si jamais”, mā ما "Que", bāš باش “Afin de”, (ɛlā) xāṭir على) خاطر) “Parce que”, (ɛlā) ḥasb mā على) حسب ما) “Selon”,.

## Adverbes
Les adverbes peuvent être subdivisé en trois groupes: simple, composé et interrogatif,.

### Adverbes simples
- Adverbes de temps[5],[6]:
  - tawwa توة Maintenant
  - taww تو Il y a un moment
  - dīmā ديما Toujours
  - bikrī بكري Tôt
  - fīsaɛ فيسع Rapide, Rapidement
  - māzāl مازال Encore
- Adverbes de place[5],[6]:
  - hnā هنا Ici
  - ġādī غادي Là
- Adverbes de mannière[5],[6]:
  - hakka هكة Comme ça
  - hakkāka, hakkīka هكاكة، هكيكة Comme ça
- Adverbes de mesure[5],[6]:
  - barša برشة Beaucoup
  - šwayya شوية Un peu
  - yāsir ياسر Trop
  - taqrīb تقريب A peu près
  - bark برك Seulement

### Adverbes composés
- Adverbes de temps[5],[6]:
  - taww taww تو تو Ici et maintenant / Immédiatement
  - min baɛd من تو Après
  - min bikrī من بكري Plus tôt / Il y a un moment
  - min tawwa من توة À présent
- Adverbes de place[5],[6]:
  - l- fūq لفوق Au-dessus
  - l- il-ūṭa لأوطى En dessous
  - l- dāxil لداخل À l'intérieur
  - l- barra لبرة À l'extérieur
  - l- quddām لقدام Devant
  - l- tālī لتالي Derrière
  - min hūnī من هوني À partir d'ici
  - min ġādī من غادي À partir de là
- Adverbes de mannière[5],[6]:
  - b- il-sīf بالسيف Avec force
  - b- il-syāsa بالسياسة Avec douceur
  - b- il-ɛānī بالعاني Exprès
  - b- il-šwaya بالشوية Lentement
  - b- il-zarba بالزربة Rapidement
- Adverbes de mesure[5],[6]:
  - ɛa- il-aqall عالاقل Au moins

### Adverbes interrogatifs
- Adverbes de temps[5],[6]:
  - waqtāš وقتاش Quand
  - nhārāš نهاراش Quel jour
  - ɛāmāš عاماش Quelle année
- Adverbes de place[5],[6]:
  - wīn, fīn وين، فين Où
  - l- wīn لوين Vers où
  - min wīn, mnīn من وين، منين À partir de où
- Adverbes de mannière[5],[6]:
  - kīfāš كيفاش Comment
- Adverbes de mesure[5],[6]:
  - qaddāš قداش Combien

## Noms dérivés de verbes
Les noms dérivés de verbes jouent le rôle de participe passif et de nom verbal,,,.

### Participes
- Participe actif[1],[2],[4],[6]: le participe actif est le nom utilisé pour appeler la personne ou l'objet qui a fait l'action. Il peut être utilisé come sujet et adjectif.
  - Pour les verbes ayant une racine de type fɛal ou faɛlil le participe est obtenu par l'ajout d'un ā entre la première et la deuxième consonne radicale et par l'ajout d'un i avant la dernière consonne radicale du mot. Par exemple, ɛāzif عازف (joueur d'instrument) dérive du verbe ɛzaf عزف.
  - Pour les dérivés de verbes, le participe actif s'obtient par l'ajout d'un m en préfixe et en changeant la voyelle entre la dernière et l'avant-dernière consonne radicale en un i. Par exemple, mšērik مشارك (participant) dérive du verbe šērik شارك.
- Participe passif[1],[2],[4],[6]: le participe passif est le nom utilisé pour représenter un objet recevant une action. Il peut être utilisé comme sujet et adjectif.
  - Pour les verbes ayant une racine de type fɛal ou faɛlil le participe est obtenu par l'ajout du préfixe ma et par le changement de la voyelle entre la dernière et l'avant-dernière consonne radicale en un ū. Par exemple, maɛzūfa معزوفة (composition musicale) dérive du verbe ɛzaf عزف.
  - Pour les dérivés de verbes, le participe passif s'obtient par l'ajout d'un m en préfixe et par le changement de la voyelle entre la dernière et l'avant-dernière consonne radicale en un a. Par exemple, mhaddad مهدد dérive du verbe haddad هدد.

### Nom verbal
Le nom verbal est le nom qui indique l'action.
Sa forme s'obtient à travers le modèle et la racine du verbe par lequel il dérive au singulier de l'impératif,,,,.
- Verbes simples[1],[4]:
  - CiCC ou Verbe à trois consonnes radicales: S'accorde à la racine
    - Régulier: 	CiCC ou CiCCa
    - ʔ-C-C: 	māCCa
    - C-C-ʔ: 	CCāya
    - C-C-j: 	CiCy, CiCyān ou CiCya
    - C-w-C: 	CawCān
    - C-C1-C1: 	CaC1C1ān

  - CaCCiC ou Verbe à quatre consonnes radicales: CaCCCa
- Verbes dérivés[1],[4]:
  - Régulier: le nom verbal pour tous les dérivés de verbes réguliers s'obtient par l'addition d'un ā entre la dernière et l'avant-dernière consonne radicale.
  - Irrégulier:
    - Doublement de la seconde consonne radicale: taCCīC
    - L'ajout d'un t en préfixe et doublant la seconde consonne radicale: tCaC1C1uC2
    - L'ajout d'un t en préfixe et d'un ā entre la première et la seconde consonne radicale: tCāCuC
    - L'ajout d'un i en préfixe et d'un t entre la première et la seconde consonne radicale: iCtCāC